# Rodrigo Peters Marques
Rodrigo Peters Marques, voetbalnaam Café,  (16 mei 1985) is een Braziliaans voetballer die onder contract staat bij FC Brussels waar hij speelt als doelman. 
Geboren in Curitiba, Café startte zijn voetbalcarrière bij Coritiba FC. Hij tekende een 5-jarig contract in januari 2004. In 2006 was hij de derde keeper achter Artur en Kleber. Hij speelde een wedstrijd bij Coritiba FC in 2007 waar hij Marcelo Bonan verving. Nadat Artur vertrok bij de club, mocht Café spelen in de cup matchen. Nadat de club een nieuwe keeper aankocht, Édson Bastos, werd Café terug derde keuze.
In augustus 2007 besloot Café een contract te tekenen bij het Portugese Naval 1º de Maio. Ook hier was hij slechts derde keeper achter Taborda en Wilson Júnior.
In februari 2009 vertrok Café voor het Italiaanse SS Barletta Calcio. Hier werd hij tweede keeper achter Claudio Furlan.
In januari 2010, keerde hij terug naar Brazilië. Hij tekende een eenjarig contract bij América FC, waar hij tweede keeper werd achter Roberto. Hij maakte zijn debuut in 2010 Taça Rio, waar hij in de 89ste minuut met rood van het veld werd gestuurd.
Voor de start van het Braziliaans voetbalseizoen 2010 keerde Café terug naar Italië waar hij ging spelen voor AS Varese 1910. Daar werd hij derde keeper achter Mathieu Moreau en Massimo Zappino. In een oefenwedstrijd tegen het Italiaanse AC Milan mocht hij als basisspeler starter.
In 2011 vertrok Café naar de Belgische tweedeklasser FC Brussels. Samen met Edenilson Bergonsi werd hij betrokken in een samenwerkingsdeal met AS Varese 1910.
Op woensdag 24 augustus 2011 maakte hij zijn debuut in de Belgische competitie in de met 2-1 verloren wedstrijd tegen KVRS Waasland - SK Beveren.

## Statistieken
| seizoen | club               | land     | competitie                    | wed | goals |
| ------- | ------------------ | -------- | ----------------------------- | --- | ----- |
| 2006/07 | Coritiba FC        | Brazilië | Campeonato Brasileiro Série A | 1   | 0     |
| 2007/08 | Naval 1º de Maio   | Portugal | Primeira Liga                 | 1   | 0     |
| 2008/09 | SS Barletta Calcio | Italië   | Lega Pro Prima Divisione      | 2   | 0     |
| 2009/10 | América FC         | Brazilië | Campeonato Brasileiro Série D | 2   | 0     |
| 2010/11 | AS Varese 1910     | Italië   | Serie B                       | 0   | 0     |
| 2011/12 | FC Brussels        | België   | Tweede klasse                 | 26  | 0     |
|         |                    |          | Totaal                        | 32  | 0     |

Laatst bijgewerkt 06-05-12
Bron: sport.be - sporza.be